# Náprstník žlutý
Náprstník žlutý (Digitalis lutea) je vytrvalá bylina z čeledi jitrocelovité obsahující jedovaté glykosidy působící na srdce.

## Popis

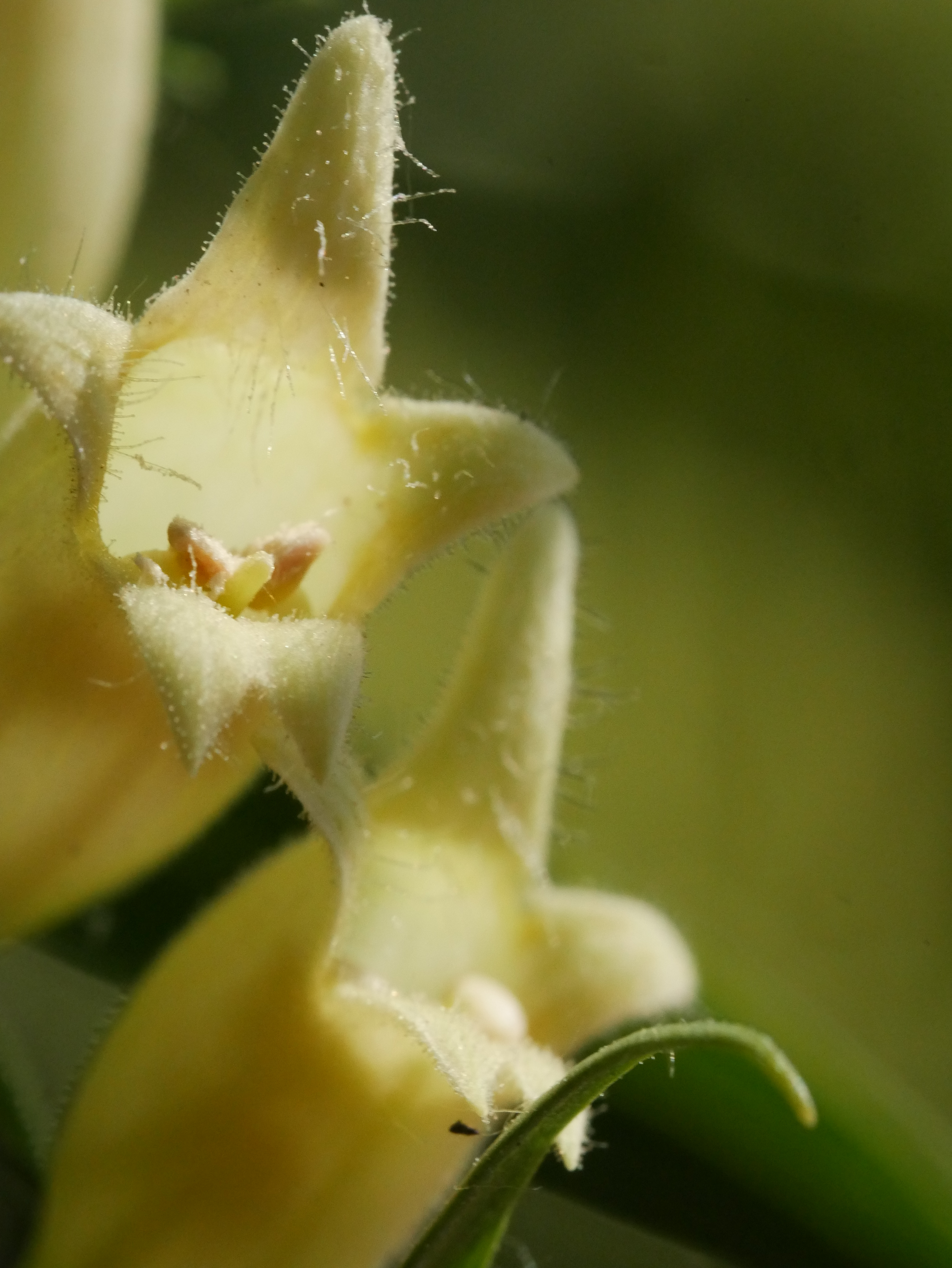
Květ náprstníku žlutého zblízka

Náprstník žlutý je vytrvalá bylina s přímou a lysou lodyhou vysokou 50–100 cm, která se většinou větví již od báze. Listy má střídavé, lesklé, sytě zelené a celokrajné, popřípadě mělce zubaté, přízemní listy jsou krátce řapíkaté. Květenstvím je světle žlutý hrozen se čtyřmi tyčinkami. Postranní laloky dolního pysku jsou vejčité, prostřední lalok je 5–6 mm dlouhý. Kvete od května do července. Plodem je přibližně 1 cm dlouhá, žláznatá tobolka.

## Výskyt
Náprstník žlutý se jako nominátní poddruh D. l. subsp. lutea vyskytuje v západní části Evropy - od Španělska přes Belgii a Německo až po Rakousko. V jižní části Itálie a na Korsice se vyskytuje poddruh D. l. subsp. australis. Dobře se mu daří v lesích a na jejich okrajích, kolem cest a na křemičitých půdách. V Německu je tento druh chráněn zákonem.

## Poddruhy
Náprstník žlutý má 5 poddruhů:
- D. lutea subsp. atlantica - Maroko[5]
- D. lutea subsp. australis - Korsika, Itálie, San Marino, Vatikán[6]
- D. lutea subsp. cedretorum - Maroko[7]
- D. lutea subsp. lutea - nominátní poddruh; západní a střední Evropa[8]
- D. lutea subsp. transiens - Maroko[9]

## Využití
Všechny části náprstníku žlutého obsahují na srdce působící jedovaté glykosidy, které jsou využívány v lékařství (především digitalin). Pěstuje se také jako okrasný druh, může zplaňovat.